# NGC 2398/2
NGC 2398/2 је патуљаста галаксија у сазвежђу Близанци која се налази на NGC листи објеката дубоког неба.
Деклинација објекта је + 24° 29' 29" а ректасцензија 7h 30m 13,6s. Привидна величина (магнитуда) објекта NGC 2398 износи 14,9 а фотографска магнитуда 15,5. NGC 23982 је још познат и под ознакама MCG 4-18-22, CGCG 117-46, PGC 21157.